# Marcos Willians Herbas Camacho
Marcos Willians Herbas Camacho, más conocido como "Marcola", (Osasco, 25 de enero de 1968) es un narcotraficante brasileño y es considerado por el estado de São Paulo como el líder de la organización criminal Primeiro Comando da Capital (PCC), acusación que él niega. Está preso desde 1999, cumpliendo su condena de más de 300 años en diversos presidios.
Desde enero de 2023 está preso en Brasilia tras una decisión tomada por el entonces ministro de Justicia Flávio Dino con la intención de evitar un supuesto plan de fuga o rescate. Anteriormente, Marcola estuvo en la Penitenciaría Federal de Porto Velho.
Las investigaciones que frustraron el plan de rescate de Marcola revelaron que el líder del PCC factura R$ 20 millones por mes, un promedio de R$ 5 millones por semana provenientes de negocios privados.

## Biografía
Nacido en el barrio de Vila Yolanda en Osasco, en el estado de São Paulo, una localidad que forma parte del área metropolitana de São Paulo, es hijo de un boliviano y una brasileña. Camacho comenzó su carrera criminal a los nueve años de edad, como carterista en la Baixada do Glicério, en el centro de la ciudad de São Paulo. 
Al cumplir 35 años, "Marcola" ya había pasado la mitad de su vida en la cárcel. Allí, finalizó la enseñanza básica y asegura haber leído más de tres mil libros.  Demuestra una cultura amplia al hablar y utiliza lo que aprendió en sus lecturas para convencer a sus colegas.
El PCC fue fundado en 1993 por bandidos en el presidio de Taubaté, en São Paulo, y estuvo en una relativa oscuridad hasta febrero de 2001, cuando organizó la que hasta entonces fue la mayor rebelión de prisiones en Brasil. Llevó 27 horas someterla.
Algunos expertos dicen que el PCC, igual que otras bandas similares, se formó para presionar por mejores condiciones carcelarias. Pero rápidamente abandonó sus propósitos originales e ingresó al campo de las drogas y la extorsión desde dentro de las celdas.
Durante todo el tiempo que "Marcola" ha permanecido en prisión, ha seguido siendo el jefe máximo del PCC, a pesar de que ha sido puesto en total aislamiento en varias ocasiones, como ocurrió en 2014 y 2016. En febrero de 2018, Marcola fue condenado a otros 30 años de prisión por dirigir la red de abogados que ayudaba a intercambiar mensajes entre los líderes del PCC encarcelados y pagaba sobornos del grupo criminal a los funcionarios públicos.
Las autoridades policiales han frustrado varios esfuerzos de la mafia y delincuencia organizada por liberarlo mediante secuestros en los últimos años.

## Ataques
Por su decisión, el 12 de mayo de 2006, se inició la mayor ola de violencia en la historia reciente del estado de São Paulo con un resultado de, por lo menos, cuarenta y cinco muertos: veintitrés agentes de la policía militar, siete policías civiles, tres guardias municipales, ocho agentes penitenciarios y cuatro civiles. Como respuesta, la policía mató a ciento siete personas consideradas sospechosas de participar en los ataques.
También por decisión de Marcola, después de una supuesta negociación con el gobierno del estado de São Paulo, las rebeliones en las cárceles del país y los ataques a las dependencias policiales finalizaron. En otras dos olas de ataques en los meses de julio y agosto de 2006, oficinas bancarias, tiendas y buses fueron incendiados.
Los ataques de estos días contra autobuses y bancos muestran que el PCC, que normalmente dirige su furia contra la policía, ahora ha incluido a blancos civiles en su lista negra.
"Me temo que el PCC vaya un día tras de lo que en Italia se llaman 'excelentes cadáveres' de jueces, periodistas, policías, etc.".
Mingardi discrepa. "Creo que el PCC pensará dos veces antes de lanzarse sobre los civiles porque no quiere arriesgar atraerse el odio de los residentes de los suburbios pobres de Sao Paulo, de donde recluta a sus miembros: jóvenes y muchachas sin futuro".
El PCC es extremadamente peligroso porque su liderazgo es de jóvenes y violentos criminales que son mucho más inteligentes que los bandidos tradicionales, dijo Maierovitch.
"Marcos Willians Herbas Camacho, el líder del PCC es una persona brillante", dijo. "Ha leído inclusive a Dante y sabe muy bien cómo transformar nuestras vidas en un verdadero infierno".

## Alejandro Camacho
Marcola tiene un hermano, Alejandro Juvenal Herbas Camacho Júnior, de 34 años. Fue detenido por el Departamento de Investigações sobre Narcóticos (DENARC), de São Paulo, el 25 de abril de 2006. Camacho Júnior, conocido como Júnior, fue uno de los protagonistas de la espectacular fuga del Complexo do Carandiru, el 26 de noviembre de 2001, al escapar de la prisión con más 101 presos a través de un túnel. Desde entonces, él era el líder del PCC más buscado por la Policía Federal de Brasil.

## Declaraciones
Fue convocado a declarar frente a la CPI de los bingos (una comisión parlamentaria que investigó un escándalo político en el gobierno del presidente Luis Inácio da Silva, Lula) donde se pudo constatar su inteligencia. Con gran habilidad al hablar, dejó en jaque en varias ocasiones a los diputados que le interrogaban.
También dijo que el hecho de que le indicaran como líder del PCC era una exageración y manipulación del gobierno del estado de São Paulo para hacer ver que los líderes de la facción estaban presos.
En agosto de 2006, Marcola volvió a negar ser líder de la facción criminal durante el interrogatorio sobre la muerte del bombero João Alberto da Costa, ocurrida durante la ola de ataques a las fuerzas de la seguridad pública en mayo de 2006. Marcola ha sido denunciado a la justicia por el asesinato del bombero y por la muerte del guardiacárceles Elias Pereira Dantas.

## Traslado al Presidio Federal
El 13 de febrero de 2019, Marcola y otros 21 criminales del PCC fueron trasladados a las prisiones federales de máxima seguridad en Porto Velho, estado de Rondônia y Mossoró, estado de Rio Grande do Norte. La razón fue que el gobierno de São Paulo descubrió un plan de escape para jefes y amenazas de muerte para el fiscal Lincoln Gakiya que lucha contra la facción dentro del estado.